# 사카에 (나고야시)

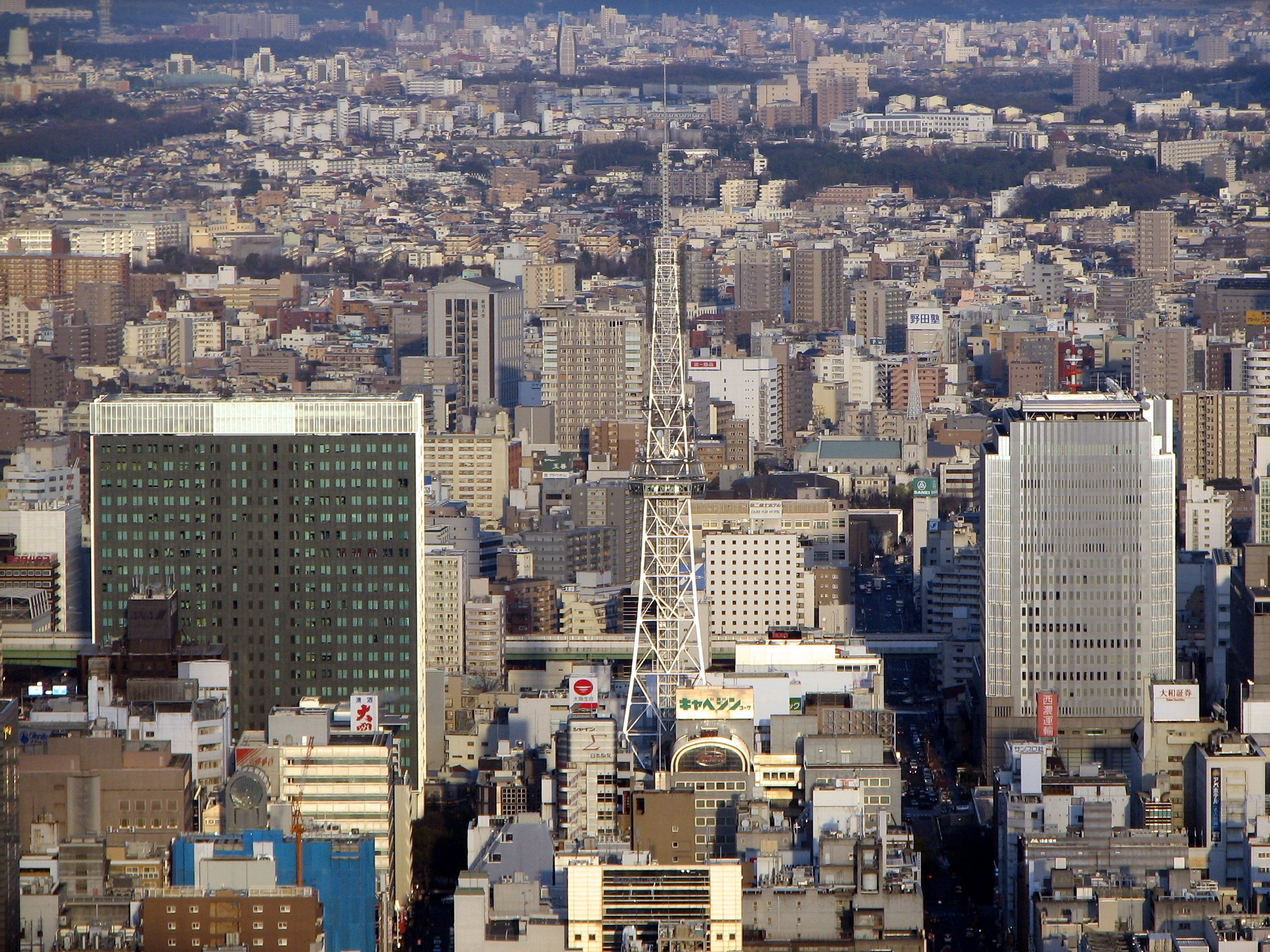
사카에 전경

사카에(일본어: 栄 사카에[*])는 아이치현 나고야시 나카구의 지명이자 사카에 교차로 및 나고야 시영 지하철 사카에 역을 중심으로 한 번화가이다.
사카에 지역은 나고야시 나카구의 중심부에 위치해 나고야시를 대표하는 상업 지구이다.

## 같이 보기
- SKE48, 사카에의 활동의 기반인 극장이 있다.